# Charte der Gebirge des Mondes
Die Charte der Gebirge des Mondes ist ein Kartenwerk der erdzugewandten Seite des Erdmondes. Es wurde 1878 von Johann Friedrich Julius Schmidt, Direktor an der Sternwarte von Athen, veröffentlicht. Das Werk besteht aus 25 Blättern und enthält knapp 33.000 Mondkrater.

## Kartenschnitt
|  |  |  |  |  |
|  |  |  |  |  |
|  |  |  |  |  |
|  |  |  |  |  |
|  |  |  |  |  |